# Luciobarbus callensis
Barbus callensis är en fiskart som beskrevs av Achille Valenciennes 1842. Barbus callensis ingår i släktet Barbus och familjen karpfiskar. Inga underarter finns listade.
Arten förekommer i norra Tunisien och nordöstra Algeriet. Den lever i olika vattendrag och insjöar.
Beståndet påverkas av vattenföroreningar. Hela populationen minskar men den är fortfarande stor. IUCN kategoriserar arten globalt som livskraftig.